# Чапаев и Пустота
«Чапаев и Пустота» — третий роман Виктора Пелевина, написанный в 1996 году. Сам автор характеризует свою работу как «первое произведение в мировой литературе, действие которого происходит в абсолютной пустоте». В 1997 году роман был включён в список претендентов на Малую Букеровскую премию. Лауреат премии «Странник-97» в номинации «Крупная форма».

## Сюжет
Действие романа затрагивает два периода — охваченную Гражданской войной Россию 1918 года и постперестроечную Россию середины 1990-х. Центральный план повествования — восприятие действительности поэтом-декадентом Петром Пустотой, находящимся сразу в обоих временных отрезках. В революционной Москве Пустота знакомится с легендарной личностью Василием Чапаевым и уезжает с ним на фронт Гражданской войны (впоследствии сам автор признался, что совмещение таких «несовместимых» личностей стало одной из главных задач, поставленных перед ним). В современной же России Пётр является пациентом психиатрической больницы, в которой вместе с другими душевнобольными проходит экспериментальный курс реабилитации под наблюдением профессора Тимура Тимуровича Канашникова.
Соседями по палате стали три пациента: Сердюк, якобы втянутый в войну японских кланов Тайра и Минамото и предпринявший впоследствии попытку самоубийства через сэппуку; некий человек, представляющийся «Просто Марией» из одноимённого мексиканского сериала, которая состоит в отношениях с Арнольдом Шварценеггером; и бандит Володин, попавший туда благодаря своим же сообщникам. Сюжетные линии Марии и Сердюка в символическом плане соответствуют возможному будущему России — так называемому «алхимическому браку» с Востоком (в восприятии Сердюка) или с Западом (в восприятии Марии). Бандит Володин же символизирует логику ницшеанского сверхчеловека. В начале повествования Тимур Тимурович объясняет только что прибывшему Пустоте, что его методика реабилитации заключается в «совместном галлюцинаторном опыте»: четверо больных, находясь в одной палате, объединены единой целью выздоровления, для чего все они коллективно погружаются во внутреннюю «реальность» друг друга.
Важным «надсюжетным» персонажем выступает Григорий Котовский, которому отводится роль «демиурга». Согласно мифологии романа, именно на нём лежит ответственность за судьбу современной России; ближе к финалу в диалоге с водителем Пётр Пустота говорит о «злоупотреблении Котовского кокаином» и очевидных последствиях этого пристрастия. Также лично для Петра Пустоты крайне важен персонаж Анны, племянницы Чапаева, действующей в одной упряжке с Чапаевым, Котовским и главным героем Пустотой.
Сам Пустота полагал, что реален мир революционной России, а психбольница — лишь сны его воображения, однако Чапаев (представленный в романе как бодхисаттва и постепенно становящийся буддийским учителем Пустоты) пытается убедить Петра, что нереальны оба мира, для чего просит помощи и привлекает Чёрного барона Юнгерна, защитника «Внутренней Монголии», который вместо скандинавского бога Одина контролирует Валгаллу — небесный чертог для храбрых воинов, павших в бою.
Роман построен как череда «вставных историй», вращающихся вокруг центрального сюжета: пути Петра Пустоты к неожиданному просветлению (сатори), добиться которого ему помогает Чапаев.

## Мнения критиков
Роман бесподобен, с какой бы страницы вы ни начали чтение. Одни лишь диалоги способны стать предметом (по)читательского культа. Именно поэтому проза Пелевина предназначена для постоянного читателя. В ней содержится и яд и противоядие. Его книги — это курс лечения, терапия сознания. Это четыре стихии, собранные вместе, концентрированная энергия, не дающая расслабиться ни на миг.
— Влад Шиловский. Рецензия на роман «Чапаев и Пустота»

В результате в первых рядах культурной портретной галереи СМИ оказываются самые безопасные: <…> Пелевин с «Чапаевым и Пустотой» — точной копией (в моральном отношении даже ухудшенной) «хита» масскульта «эпохи застоя» «Альтиста Данилова»
— Александр Тарасов. Десятилетие позора
Александр Солженицын и Александр Сокуров отрицательно отозвались о романе в рамках беседы о русской литературе в картине «Беседы с Солженицыным».

## Издания
Книга выходила в издательствах «Вагриус», АСТ, «Эксмо», а в виде аудиокниги издавалась концерном «Союз».

### Переводы
- Վիկտոր Պելեվին. «Չապաևը և դատարկությունը» [Пер. на арм. Геворга Гиланца]. — Ереван: Антарес, 2021[4].
- В 2001 году роман в английском переводе под заголовком «The Clay Machine-Gun» («Глиняный пулемёт») вошёл в шорт-лист Дублинской литературной премии[5].

## В культуре
Экранизация
- «Мизинец Будды» (англ. Buddha's Little Finger; Россия, Канада, Германия), 2014 год[6].

Постановки
- «Чапаев и Пустота» (2016) — Театр «Практика», режиссёр — Максим Диденко[7],
- театральная постановка режиссёра Павла Урсула с Михаилом Ефремовым, Михаилом Полицеймако, Михаилом Крыловым и Павлом Сборщиковым в главных ролях[8].

В 2013 вышла интерактивная версия книги для iPad.